# Malter
Malter je vezivni materijal koji nastaje miješanjem osnovnog veziva (kao što su cement ili razne vrste kreča), vode i agregata/pijeska. Osnovna razlika između maltera i betona, osim u vezivima (tj. za beton koristimo samo cemente, a za maltere sva veziva i kombinacije istih) je u agregatu koji se koristi.

## Dobijanje maltera
Za spravljanje maltera koristi se agregat finije granulacije (do 4 mm), dok se npr. za "špar-beton" koriste obluci čija debljina dostiže pola debljine zida i ne prelazi 25%. Spravljanje maltera zahtijeva pažnju pri miješanju veziva: npr. anhidrit i gips nikako ne smiju da se pomiješaju sa krečnim vezivima!
Malteri dobijaju nazive prema vrsti veziva koja se u njemu koriste. Na primjer, krečni malteri nastaju korištenjem kreča kao osnovnog veziva, i to su, uglavnom, malteri niskih čvrstoća koji se koriste samo za oblaganje.
Hidraulički malteri nastaju korištenjem hidrauličnog veziva, npr. cementa ili hidrauličkog kreča. Ovo su malteri veće čvrstoće te se, pored oblaganja, koriste i u konstruktivne svrhe.

### Hemijska formula
Prema hemijskoj formuli malter nastaje kao:
Ca(OH)2 + CO2 --> CaCO3 + H2O

## Mehanička čvrstoća
Mehanička čvrstoća maltera potiče od njegovih vezivnih materijala. Tako su najčvršći malteri, koji su namijenjeni konstruktivnim zahvatima, oni od cementa ili hidrauličkog kreča.
Ispitivanje na mehaničku čvrstoću vrši se prema uzorcima prizmica 4 cm x 4 cm x 16 cm, nakon 28 dana.
Prvih 7 dana ove se prizmice odlažu u vodu, zbog sprečavanja pojave pukotina i raznih štetnih uticaja. Sledećih 21 dan prizmice su čuvane na 22 °C, i pod normalnim uslovima (relativna vlažnost vazduha, vazdušni pritisak prema propisima).
Ispituju se čvrstoća na pritisak, zatezanje kao i savijanje.

### Klase
Prema mehaničkoj se čvrstoći obrazuju i klase. Razlikujemo tri osnovna tipa:
- M I (krečni malter)
- M II (kreč/cement hidraulični malter; do 2,50 N/mm²)
- M IIa (kreč/cement malter; do 5,00 N/mm²)
- M III (cementni malter; do 10 N/mm²)
- M III (cementni malter; do 20 N/mm²)

### Freske
Fresko slikarstvo se upravo zasniva na slikanju na svežem - friškom malteru, tj. malteru koji se još nije osušio.

## Drevni malter
Prvi malteri su bili napravljeni od blata i gline, kao što je pokazano u zgradama Jerihona iz 10. milenijuma pre nove ere, i u Gandž Darehu iz 8. milenijuma pne.
Prema Romanu Giršmanu, prvi dokaz da su ljudi koristili neki oblik maltera nalazio se u Mehrgarhu u Beludžistanu u dolini Inda u Pakistanu, izgrađenom od čerpića 6500. godina pne.
Gipsani malter, koji se naziva i pariski malter, korišćen je u izgradnji mnogih drevnih građevina. Izrađuje se od gipsa, koji zahteva nižu temperaturu pečenja. Zbog toga je lakši za izradu od krečnog maltera i mnogo brže se postavlja, što je možda razlog što je korišćen kao tipičan malter u drevnim ciglanim lukovima i svodogradnji. Gipsani malter nije tako izdržljiv kao drugi malteri u vlažnim uslovima.
Na Indijskom potkontinentu primećeno je više tipova cementa na lokalitetima civilizacije doline Inda, pri čemu se gips pojavljuje na mestima kao što je gradsko naselje Mohendžo-Daro, koje datira ranije od 2600. godine pne.
Gipsani cement koji je bio „svetlo siv i koji je sadržao pesak, glinu, tragove kalcijum karbonata i visok procenat kreča” korišćen je u izgradnji bunara, odvoda i na spoljašnjosti „građevina važnog izgleda”. Bitumenski malter je takođe korišćen na manjoj meri, uključujući i Veliko kupatilo u Mohendžo-Daru.
U ranim egipatskim piramidama, koje su izgrađene tokom Starog kraljevstva (~2600–2500 p.n.e), blokovi krečnjaka su bili vezani malterom od blata i gline, ili gline i peska. U kasnijim egipatskim piramidama malter se pravio od gipsa, odnosno kreča. Gipsani malter je u suštini bio mešavina gipsa i peska i bio je prilično mekan.
Vavilonske konstrukcije iz drugog milenijuma pre nove ere su koristile kreč ili smolu za malter.
Istorijski gledano, zgrada sa betonom i malterom se zatim pojavila u Grčkoj. Iskopavanje podzemnog akvadukta Megare otkrilo je da je rezervoar bio premazan pukolanskim malterom debljine 12 mm. Ovaj akvadukt datira iz c. 500 pne. Pucolanski malter je materijal na bazi kreča, ali je napravljen sa dodatkom vulkanskog pepela koji omogućava da se stvrdne pod vodom; te je poznat kao hidraulički cement. Grci su vulkanski pepeo dobijali sa grčkih ostrva Tira i Nisiros, ili iz tadašnje grčke kolonije Dikearhija (Pocuoli) u blizini Napulja, Italija. Rimljani su kasnije poboljšali upotrebu i metode pravljenja onoga što je postalo poznato kao pucolski malter i cement. Čak i kasnije, Rimljani su koristili malter bez pucolana koristeći zdrobljenu terakotu, uvodeći aluminijum oksid i silicijum dioksid u mešavinu. Ovaj malter nije bio tako jak kao pucolanski malter, ali je bio gušći, te je bolje odolevao prodiranju vode.
Hidraulični malter nije bio dostupan u drevnoj Kini, verovatno zbog nedostatka vulkanskog pepela. Oko 500. godine ne, lepljiva supa od pirinča je pomešana sa gašenim krečom da bi se napravio neorgansko-organski kompozitni lepljivi malter od pirinča koji je imao veću čvrstoću i otpornost na vodu od krečnog maltera.
Nije razjašnjeno kako je umetnost pravljenja hidrauličnog maltera i cementa, koju su usavršili i u tolikoj meri koristili Grci i Rimljani, bila izgubljena tokom skoro dva milenijuma. Tokom srednjeg veka, kada su se gradile gotičke katedrale, jedini aktivni sastojak maltera bio je kreč. Pošto očvrsli krečni malter može da se razgradi u kontaktu sa vodom, mnoge strukture su tokom vekova patile od kiše koju je naneo vetar.

## Polimerni cementni malter
Polimerni cementni malteri (PCM) su materijali koji se dobijaju delimičnom zamenom cementnih hidratnih veziva konvencionalnog cementnog maltera sa polimerima. Polimerni dodaci uključuju latekse ili emulzije, redisperzibilne polimerne prahove, polimere rastvorljive u vodi, tečne termoreaktivne smole i monomere. Iako povećavaju cenu maltera kada se koriste kao aditiv, oni poboljšavaju svojstva. Polimerni malter ima nisku propustljivost što može biti nepovoljno za akumulaciju vlage kada se koristi za popravku tradicionalnog zida od cigle, blokova ili kamena. Uglavnom je dizajniran za popravku betonskih konstrukcija. Upotreba obnovljene plastike u malterima se istražuje i sve više raste. Aktivno se proučava depolimerizacija PET-a za upotrebu kao polimerno vezivo za poboljšanje maltera.

## Radiokarbonsko datiranje
Kako se malter stvrdnjava, trenutna atmosfera je obložena malterom i tako daje uzorak za analizu. Različiti faktori utiču na uzorak i podižu marginu greške za analizu. Mogućnost korišćenja radiokarbonskog datiranja kao alata za datiranje maltera uvedena je još 1960-ih, ubrzo nakon što je metoda uspostavljena (Delibrias i Labeirie 1964; Stuiver i Smith 1965; Folk i Valastro 1976). Prve podatke dali su van Stridonck et al. (1983), Heinemeier et al. (1997) i Ringbom i Remmer (1995). Metodološke aspekte su dalje razvijale različite grupe (međunarodni tim na čelu sa Univerzitetom Abo Akademi, i timovi iz CIRCE, CIRCe, ETHZ, Poznan, RICH i Milano-Bicocca laboratorije. Da bi se procenile različite antropogene metode ekstrakcije ugljenika za radiokarbonsko datiranje, kao i da bi se uporedile različite metode datiranja, tj. radiokarbon i OSL, prva studija interkomparacije (MODIS) je postavljena i objavljena 2017.

## Literatura
- Burnell, George Rowdon; Rudimentary Treatise on Limes, Cements, Mortars, Concretes, Mastics, Plastering, Etc.
- Dibdin, William Joseph; Lime Mortar & Cement: Their Characteristics and Analyses. With an Account of Artificial Stone and Asphalt
- Gilmore, Quincy A.; Limes Hydraulic Cement and Mortars
- Hodgson, Fred T.; Concrete, Cements, Mortars, Artificial Marbles, Plasters and Stucco: How to Use and How to Prepare Them
- Lazell, Ellis Warren; Lime Mortar & Cement : Their Characteristics and Analyses. With an Account of Artificial Stone and Asphalt
- „Study on the performance enhancement of lime mortar used in ancient temples and monuments in India”. CiteSeerX 10.1.1.843.619 .
- Lucas, A (2003). Ancient Egyptian Materials and Industries. USA: Kessinger Publishing, LLC. стр. 584. ISBN 0-7661-5141-7.[мртва веза]
- TheGWFoundation (2016-10-03), Building George's House: Lime Rick Burn, Приступљено 2017-12-06
- Ludwig, U.; Schwiete H.E. (1963). „Lime combination and new formations in the trass-lime reactions”. Zement-Kalk-Gips. 10: 421—431.
- Mortureux, B.; Hornain H.; Gautier E.; Regourd M. „Comparison of the reactivity of different pozzolans”. Proceedings of the 7th International Congress on the Chemistry of Cement. IV: 110—115.
- Mehta, P.K (1981). „Studies on blended Portland cements containing Santorin earth”. Cement and Concrete Research. 11 (4): 507—518. doi:10.1016/0008-8846(81)90080-6.
- Damtoft, J.S.; Lukasik J.; Herfort D.; Sorrentino D.; Gartner E.M. (2008). „Sustainable development and climate change initiatives”. Cement and Concrete Research. 38 (2): 115—127. doi:10.1016/j.cemconres.2007.09.008.

## Spoljašnje veze
- Concrete blowouts in Post-tension slabs
- „The Myth in the Mix: The 1:3 ratio of lime to sand”.
- The following are mid-19th-century technical articles on the respective subjects: lime mortar, cement making on a small scale, cement making on a large scale and mortar.
- Gerard Lynch, 'The Myth in the Mix: The 1:3 Ratio of Lime to Sand', The Building Conservation Directory, 2007